# Ракетный удар по общежитиям в Харькове
Ракетные удары по общежитиям в Харькове были нанесены российской авиацией двумя сериями ракет вечером 17 августа и утром 18 августа 2022 года. Бомбардировка входит в число крупнейших атак на Харьков. Удары унесли жизни минимум двадцати пяти человек (среди них 11-летний мальчик), пострадали 35 (в том числе 3 ребёнка).
По числу убитых ракетный удар стал одним из самых смертоносных с начала российской войны против Украины, после обстрела железнодорожного вокзала Краматорска (погиб 61 человек), наряду с ударами по торговому центру в Кременчуге (погибло 19 человек) и по Дому офицеров в Виннице (погибло 24 человека).
В Харькове 19 августа был объявлен траур.

## Предыстория
С начала российского вторжения Харьков подвергался почти постоянному обстрелу артиллерийскими снарядами и ракетами. В самом начале войны россияне попробовали захватить город, но не смогли.

## Ход событий

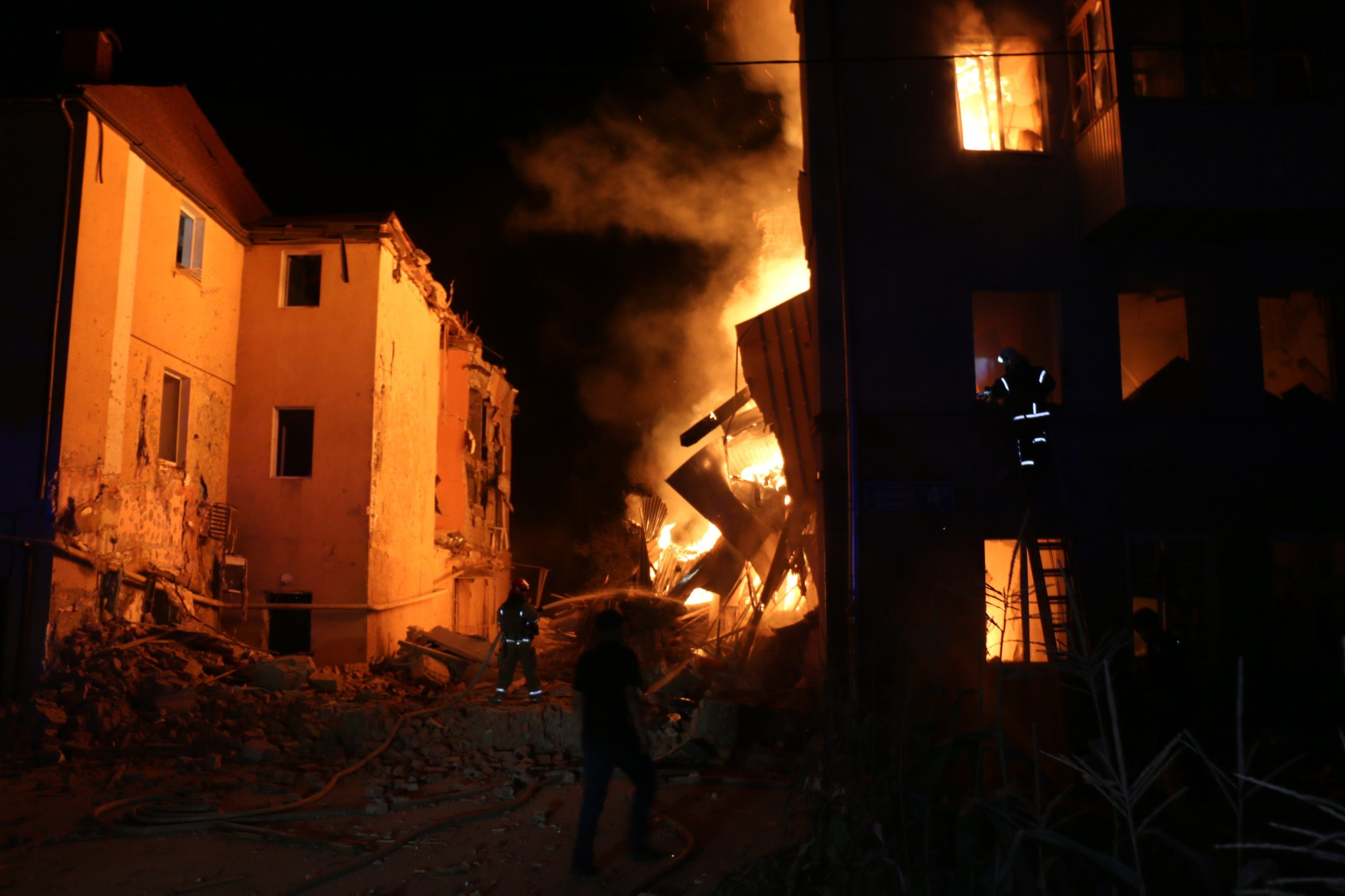
Общежитие в Салтовском районе после удара

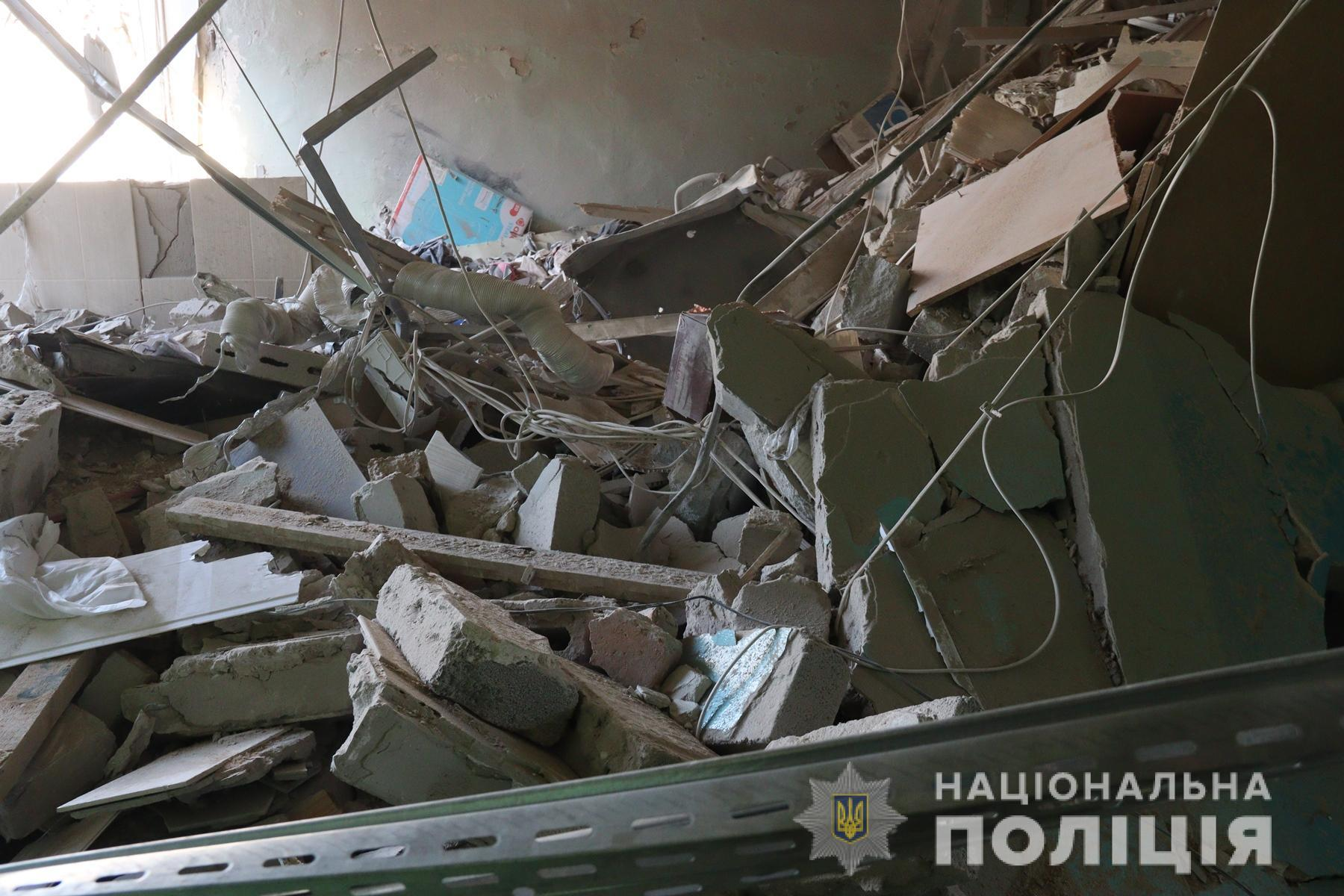
Общежитие в Слободском районе после удара

Первый ракетный удар был нанесен 17 августа в 21:30 по трёхэтажному общежитию в Салтовском районе, где жили люди с нарушениями слуха. Ракетный удар вызвал пожар, а здание было полностью разрушено.
18 августа в 4:30 утра из Белгорода был нанесён второй ракетный удар несколькими ракетами по Холодногорскому и Салтовскому и Слободскому районам Харькова. В Слободском районе было поражено четырёхэтажное общежитие.
В Холодногорском районе был обстрелян Дворец культуры «Железнодорожник» — памятник архитектуры конструктивизма, построенный 90 лет назад.

## Жертвы
В Слободском районе, по данным на 9 утра 17 августа, погибли от одного до двух человек и 18 получили ранения; среди раненых двое детей. Впоследствии стало известно, что из под развалин были извлечены тела шести человек. На месте обстрела работало десять единиц пожарно-спасательной техники вместе с сорока спасателями ГСЧС.
В Салтовском районе по данным на 18 августа известно о 12 убитых и 20 раненых, среди которых 11-летний ребёнок. Все жертвы — гражданские люди и многие из них преклонного возраста.
Среди жертв — 11-летний украинский мальчик Яша Череватенко. Российская ракета ударила прямиком в его комнату, убив на месте, а его мать в тяжелом состоянии угодила в реанимацию. Убита была и мать легкоатлетки Екатерины Табашник. Погиб 34-летний школьный учитель труда, 39-летная женщина из Львова. Из-за характера увечий восемь погибших опознать не смогли.

## Реакция

### Украина
Президент Украины Владимир Зеленский отметил: «Когда слышишь о харьковской Салтовке — это снова боль. Боль за всю Украину. Боль за Харьков, — написал он. — Ракетный удар… По общежитию… Здание полностью разрушено». Президент охарактеризовал убийство жителей «подлым и циничным ударом по гражданским, который не имеет никакого оправдания и демонстрирует бессилие агрессора».
По словам главы военной администрации Харьковской области Олега Синегубова: «Русские жестоко и целенаправленно наносили удары по мирным жителям. И вот сейчас в своих так называемых „СМИ“ они распространяют очередной фейк о „военных объектах“. Военных объектов нет. Исключительно гражданские объекты, среди которых пенсионеры и дети. Это настоящий терроризм, на который способны только изверги!»

### Россия
Минобороны России подтвердило ракетный удар по Харькову в своем брифинге. По версии ведомства «высокоточным оружием наземного базирования поражен пункт временного базирования иностранных наемников» и в итоге было «уничтожено более 90 боевиков».

## Память
В Харькове 19 августа был объявлен траур в память о погибших от российского обстрела.